# 1905 na televisão

## Nascimentos
| Data            | Nome           | Profissão                 | Nacionalidade                   | Observações | Ref   |
| --------------- | -------------- | ------------------------- | ------------------------------- | ----------- | ----- |
| 15 de janeiro   | Torin Thatcher | ator                      | Estados Unidos                  | m. 1981     | [ 1 ] |
| 26 de janeiro   | Charles Lane   | ator                      | Estados Unidos                  | m. 2007     | [ 2 ] |
| 27 de fevereiro | Franchot Tone  | ator                      | Estados Unidos                  | m. 1968     | [ 3 ] |
| 20 de abril     | Inés Rodena    | escritora de radionovelas | Cuba                            | m. 1985     | [ 4 ] |
| 18 de setembro  | Greta Garbo    | atriz                     | Estados Unidos · Suécia (nasc.) | m. 1990     | [ 5 ] |

## Mortes
| Data | Nome | Profissão | Nacionalidade | Observações | Ref |
| ---- | ---- | --------- | ------------- | ----------- | --- |